# The Year of Spectacular Men
Pour plus de détails, voir Fiche technique et Distribution.
The Year of Spectacular Men est un film indépendant américain réalisé par Lea Thompson et sorti en 2018.
Avant sa sortie nationale limitée le 15 juin 2018, le film a été diffusé en avant-première au festival du film de Los Angeles dans la sélection LA Muse, le 16 juin 2017.
Il marque les débuts de réalisatrice de l'actrice Lea Thompson qui signe une production familiale. Ses deux filles, Madelyn et Zoey Deutch interprètent les deux sœurs au centre de l'histoire et Thompson endosse le rôle de leur mère. Madelyn Deutch signe le scénario et la musique et Zoey Deutch produit le film aux côtés de son père, Howard Deutch.

## Synopsis
Fraîchement diplômée, Izzy tente de s'adapter à la vie d'adulte. Elle ruine ses relations amoureuses et enchaîne les obstacles, ce qui la pousse à chercher du soutien auprès de sa petite sœur et de sa mère.

## Fiche technique
Sauf indication contraire, les informations mentionnées dans cette section peuvent être confirmées par la base de données cinématographiques IMDb,  présente dans la section « Liens externes ».
- Titre : The Year of Spectacular Men
- Réalisation : Lea Thompson
- Scénario : Madelyn Deutch
- Direction artistique : Isabel Aranguren Messuti
- Décors : Sara Millán
- Costumes : Kate Mallor
- Photographie : Bryan Koss
- Montage : Seth Flaum
- Musique : Madelyn Deutch
- Casting : Tineka Becker
- Production : Howard Deutch, Zoey Deutch, Gordon Gilbertson, Danny Roth et Damiano Tucci
- Sociétés de production : Parkside Pictures et Tadross Media Group
- Société de distribution : 
  - États-Unis : MarVista Entertainment
- Pays d'origine :  États-Unis
- Langues originales : anglais
- Format : Couleur
- Genre : Comédie dramatique
- Durée : 102 minutes
- Dates de sortie : 
  - États-Unis : 16 juin 2017 (Festival du film de Los Angeles)
  - États-Unis : 15 juin 2018 (nationale, limitée)

## Distribution
- Madelyn Deutch (en) : Izzy Klein
- Zoey Deutch : Sabrina Klein
- Lea Thompson : Deb Klein
- Avan Jogia : Sebastian Bennett
- Cameron Monaghan : Ross
- Melissa Bolona (en) : Amythyst Stone
- Nicholas Braun : Charlie Reed
- Brandon T. Jackson : Logan
- Zach Roerig : Mikey
- Jesse Bradford : Aaron Ezra
- Bob Clendenin (en) : Seven
- Alison Martin : Marg
- Troy Evans : Sketch
- Alex Mapa : le directeur de casting

## Production
En septembre 2015, Lea Thompson dévoile qu'elle réalisera son premier film dans lequel joueront ses deux filles, Madelyn et Zoey Deutch. Peu après l'annonce, le tournage démarre et se déroule dans plusieurs villes : Los Angeles, New York, au lac Tahoe puis à San Francisco.
Le film est dévoilé en avant-première au festival du film de Los Angeles dans la sélection LA Muse le 16 juin 2017 puis il enchaîne une tournée des festivals, notamment au Twin Cities Film Fest, au LA Femme Film Festival, au festival du film de l'université de Savannah puis au festival du film du comté de Napa.
En janvier 2018, MarVista Entertainment devient le distributeur du film.

## Accueil critiques
Le film a reçu des critiques généralement positives sur le site agrégateur Rotten Tomatoes, recueillant 74 % de critiques positives, avec une note moyenne de 6,2/10 sur la base de 19 critiques collectées.
Sur Metacritic, il reçoit des critiques mitigées obtenant une note de 60/100 basée sur 8 critiques collectées.